# Schizaphis pyri
Schizaphis pyri är en insektsart. Schizaphis pyri ingår i släktet Schizaphis och familjen långrörsbladlöss. Inga underarter finns listade i Catalogue of Life.